# Zaynab Sadriyeva
Zaynab Sadriyeva (* 25. November 1914 in  Astrachan; † 31. Oktober 1991 in Taschkent) war eine usbekisch-sowjetische Theater- und Filmschauspielerin.

## Leben
Sie wurde in einer Familie von kasachischen Tataren geboren. Im Jahr 1920 zog ihr Vater, Sadridin, mit der Familie in die Stadt Kaunči in der Nähe von Taschkent, wo er in einer Zuckerfabrik arbeitete (heute die Stadt Yangiyoʻl). Seit ihrer Kindheit hat Sadriyeva die usbekische Sprache aufgenommen, die ihre zweite Sprache wurde und ihr ganzes Bühnenleben bestimmte. Sie erlernte auch die russische Sprache. Während ihrer Ausbildung an einem pädagogischen Technikum trat sie in Amateurtheaterstücken auf. Im Jahr 1929 trat sie dem Wandertheater der Arbeiter bei, wo sie erste Theatererfahrungen sammelte.
Ab 1932 war sie Schauspielerin am Hamza-Theater (heute das Usbekische Nationale Akademische Dramatische Theater). Sie schuf markante, große und stark dramatische Charaktere und spielte starke Frauen mit schwierigen Schicksalen: Vassa Zheleznova, Kruchinina, Lyubov Yarovaya, Glafira in "Das letzte Opfer", Feklusha in "Der Sturm" und andere. Ihre tiefe Temperament und starke Gefühle verleihen den Charakteren von Z. Sadrieva einen romantisch-tragischen Klang. Die Dramaturgie von Gorki spielte eine wichtige Rolle bei der Entwicklung ihres schauspielerischen Könnens.
Sie wurde auf dem Chigatay-Friedhof in Taschkent beerdigt.

## Wirken

### Theater
- "Kabale und Liebe" von Schiller, 1936
- Mutter ("Mutter" von Uigun, 1943)
- Charitonova ("Für diejenigen, die auf See sind!" von B. Lavrenev, 1947)
- Ksenia ("Jegor Bulitschow und andere" von Maxim Gorki)
- Farmon-Bibi ("Der Aufstand der Bräute" von Said Ahmad, 1976)

### Film
- 1991: Iron Man -
- 1982: General-Großmutter
- 1961: Die verworfene Braut
- 1961: Tochter des Ganges

## Ehrungen
- Volkskünstler der Usbekischen SSR (1952)
- Preisträgerin des Staatspreises der Usbekischen SSR im Namen von Hamza (1979)